# ジョーダン・191
ジョーダン・191 (Jordan 191) は、ジョーダン・グランプリが1991年のF1世界選手権参戦用に開発したフォーミュラ1カー。設計者はゲイリー・アンダーソンとマーク・スミス。1991年の開幕戦から最終戦まで実戦投入された。

## 概要
1991年からF1に参戦を開始したジョーダン・グランプリのF1第1作目のマシン。マシン発表時にはジョーダン911とネーミングされていたが、「911」タイプを看板車種に有しているポルシェからクレームが入ったことから、開幕前テストからはジョーダン191と改称された。
シャーシの基本設計はコンサバティブにまとめられたが、エアロダイナミクスは当時最新のトレンドを導入していた。フロントウイングは1990年にティレル・019がF1に持ち込んだハイノーズとアンヘドラルウイングをモディファイしたトーショナルウイングを装備(アンダーフロアへ空気を取り入れるため持ち上げられたウイング中央部は揚力が発生するためウイングの弦長を短くし、ダウンフォースを発生させる翼端板側はウイングの弦長を長くし空力効果を高めている)。丸く細長いペンシルノーズやホームベース型のコクピット開口部、2つの大型トンネルを持つディフューザーなど、エイドリアン・ニューウェイが設計したレイトンハウスのマシンとの共通点も見られるが、レイトンハウスに端を発する当時の空力トレンドを独自の解釈で昇華したものである。特に、サイドポンツーンはリアエンドに向けて下部をえぐり込んだ形状となっており、他チームにも模倣されることになった。リヤウィングは多くのレースで3段式を使用した。
フロントサスペンションはティレルに追随してモノショック式を採用。サスペンションアームはカーボン製を初めて導入した。
エンジンは新規参戦チームながら、前年夏の時点でエディ・ジョーダンがフォードHBの契約を取り付けた。HBエンジンは前年までベネトンに独占供給されていたもので、1991年にベネトン以外にこのエンジンの供給を受けたのはジョーダンだけの権利だった（ただし最新スペックはフォードとワークス契約のベネトンのみが使用）。同時期にHBエンジン獲得に動いていたリジェやスクーデリア・イタリアを出し抜いての権利獲得であり、ベネトンとジョーダン以外のフォードユーザーは、みな旧式のDFRエンジンの使用だった。
初走行はアイルランド出身の元F1ドライバー、ジョン・ワトソンが担当した。当時のボディはカーボン地の黒一色で、湾岸戦争で話題となった攻撃機F-117になぞらえて「ステルス」と呼ばれた。その後、緑色をブランドカラーとする7upや富士フイルム（第3戦から）を主要なスポンサーとして獲得し、車体はアイルランドのナショナルカラーである緑色（アイリッシュグリーン）と青色に塗装された。

## デビューまで
ゲイリー・アンダーソンによると、レイナードのチーフデザイナーを務めていた1989年にエディー・ジョーダンからF1参戦計画に誘われ移籍、1990年2月から191の開発を開始した。サスペンションの設計はマーク・スミスが、ギヤボックスの設計はアンドリュー・グリーンがそれぞれ担当した。アンダーソン自身は機械工学の専門的な教育を受けていないのでアイデアが浮かぶとスミス、グリーンの2人に相談して実現可能かどうかを判断していった。また、自身のメカニックとしての経験から整備のしやすいシンプルなデザインとすることを考慮した。アンダーソンは191の開発を進めながらもジョーダンのF1参戦計画が実現するとは思っておらず、マシンが完成するかどうかも確信はなかった。なのでジョーダンがフォードとコスワースからエンジン供給の契約を取り付けてきたときには「なんてこった、本当にやるのか」と驚いたという。

## 1991年シーズン

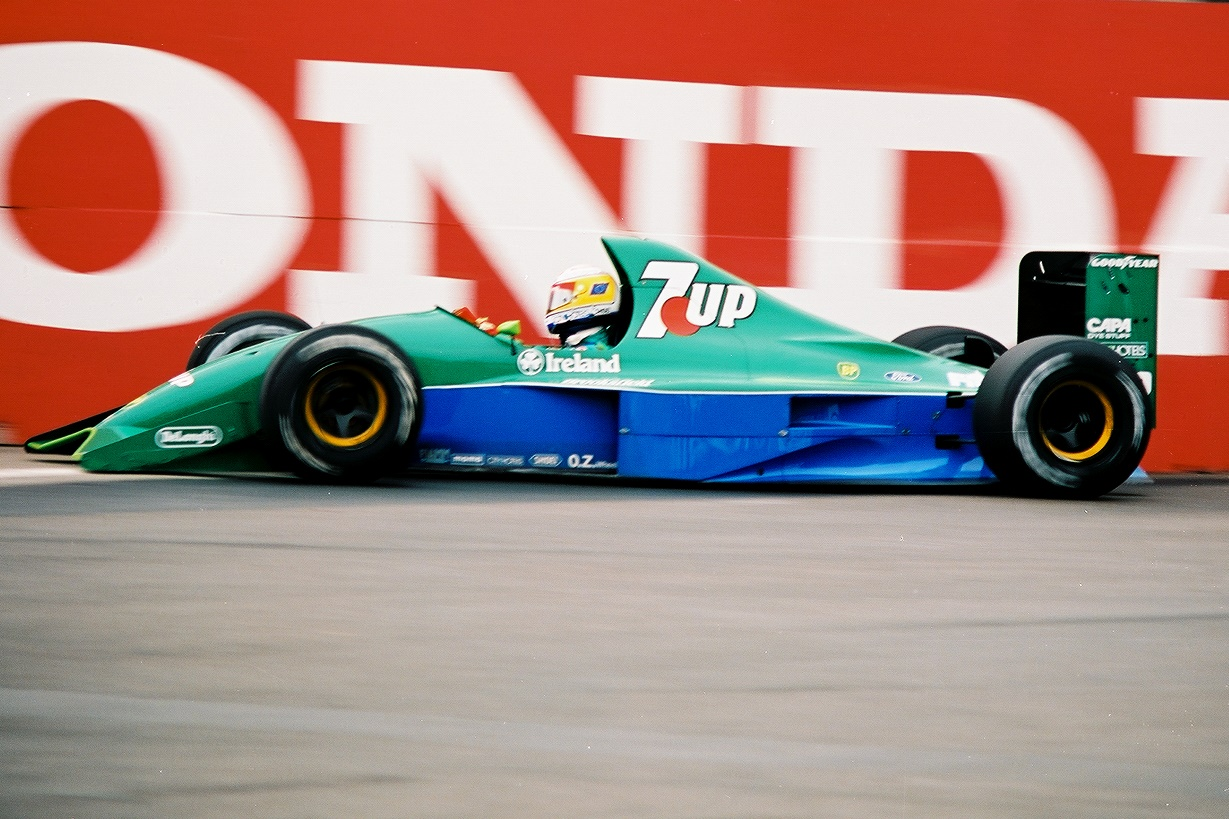
ベルトラン・ガショーがドライブする191（1991年アメリカGP）

ドライバーはベテランのアンドレア・デ・チェザリスと若手のベルトラン・ガショーを起用。プレシーズンテストでは「スポンサー獲得のために、1990年までの旧レギュレーション仕様で走っているのでは?」と噂されるほどの好タイムを記録した。
開幕戦アメリカGPでは、トラブルからマシンが炎上し殆ど走れなかったデ・チェザリスが予備予選落ちを喫したが、その後は新規参入組の壁となる予備予選を難なく通過し、予選でもテールエンダーにはならず中団グループの成績をコンスタントに残した。
エンジンがシリーズIIIからIVにアップデートされた第5戦カナダGPでデ・チェザリスが4位、ガショーが5位でゴールし、チームの初ポイントを2台ダブル入賞で記録した（ガショーにとってはF1初入賞となった）。続く第6戦メキシコGPでも、ゴール直前にガス欠に見舞われたマシンを押してゴールしたデ・チェザリスが、2戦連続となる4位を記録。第7戦フランスGPでデ・チェザリス、第8戦イギリスGPでガショーがそれぞれ6位に入るなど新規参戦チームとは思えない頻度で入賞を繰り返した。
前半戦の成績により後半戦からは予備予選を免除され、第9戦ドイツGPではデ・チェザリス5位・ガショー6位と、2度目のダブル入賞を果たした。第10戦ハンガリーGPではガショーがチーム及び自身初のファステストラップをマークした。
順調なシーズンを過ごしていたが、ハンガリーGP終了後に突如ガショーが傷害容疑で逮捕され拘留された。これはシーズン開幕前、イギリスでタクシー運転手に対し、同国で使用禁止の痴漢撃退用スプレーを噴霧したことが理由だった（詳しくはベルトラン・ガショー#催涙スプレー事件の項を参照）。出走が不可能となったガショーの代役候補は3人おり、F1シートを失っていたデレック・ワーウィックとステファン・ヨハンソン、そしてF1未経験であったがメルセデスの強力なバックアップを受けていた新人ミハエル・シューマッハの3人であった。この中でシューマッハがシルバーストンでテスト走行の機会が与えられその走りを見たジョーダンチームのマネージャー、イアン・フィリップスから電話で「ドイツの若いのが最初からF1をスライドコントロールさせて走ってるぞ!」という報告を聞いたエディ・ジョーダンが「今すぐそのドイツ・ボーイと契約しろ!」とのやり取りを経て次戦のベルギーGPではミハエル・シューマッハがジョーダンのシートを得た。
ベルギーGPは予選・決勝を通じてチームのドライバーが注目を浴びることとなり、予選ではシューマッハが、デビュー戦ながらマクラーレン、ウィリアムズ、フェラーリ、ベネトンの後方予選7位を獲得。決勝スタートでも5位にまで順位を上げたが、1コーナーのラ・ソース通過後にクラッチトラブルでリタイアした。またデ・チェザリスは、決勝においてじわじわと順位を上げ、終盤には2位まで浮上。残り3周でエンジントラブルによりストップしたが（13位完走扱い）、一時はギア・ボックストラブルを抱えるトップのアイルトン・セナの背後にまで迫った。
シューマッハはベルギーGPの1戦のみでジョーダンを離れ、ベネトンに移籍した。第12戦イタリアGP、13戦ポルトガルGPではシューマッハにベネトンのシートを奪われたロベルト・モレノがジョーダンを駆ったが、それぞれリタイヤと10位に終わった。またデ・チェザリスもイタリアGPでは終盤まで6位を走行しながらピケに抜かれ7位、ポルトガルGPも8位とポイントは獲得出来なかった。第14戦スペインGP以降の3戦は、モレノに代わって同年の国際F3000で速さを見せチャンピオン争いをしていた新人アレッサンドロ・ザナルディを加入させたが、デ・チェザリス共々入賞は無かった。
ジョーダンは最終的に新規チームながらコンストラクターズ・ランキング5位でシーズンを終えた。1992年に向けては新たにヤマハエンジンを搭載することが決定し、ヤマハV12エンジンを191に搭載したマシンを黒澤琢弥が鈴鹿サーキットでドライブしテストが行われた。

## 余話
191はスタイリッシュなデザインと鮮やかなカラーリングにより、歴代F1マシンの中でも美しいマシンのひとつとして人気が高い。
また、ミハエル・シューマッハがF1デビュー時に搭乗したマシンとしても記憶されている。シューマッハのデビューから20周年となる2011年ベルギーグランプリにおいて、彼のデビュー戦でスタート直後にトラブルを起こした191のクラッチがエディ・ジョーダンからシューマッハに贈られた。
ゲイリー・アンダーソンによれば、クラッチはAPから無償供給されたもので、ウィリアムズから返品されたやや故障の多い旧タイプだったという。事情を分かっていたレギュラードライバー2名は問題なかったが、新加入のシューマッハにはその経緯と丁寧に扱うよう指示するのを忘れていたため、決勝でそのツケを払うことになってしまった。
アンダーソンは、当時のコスワースとの関係について技術的な協力関係はなかったとしている。「今のコスワースはレースのことがよくわかっていない。キース・ダックワースがいたころは真剣に取り組んでいたが、現在は単にエンジンを作っている会社に過ぎない」、「ホンダやルノーのやっていることを研究する意志さえない」、「彼らとの間にあったのは単なる商売上の取引関係だけだ」と語っている。
登場時にテストドライブを担当したジョン・ワトソンは191を高く評価しており、当時ある現場でアイルトン・セナと一緒だった際に「アイルトン、このシャシーにそのエンジン（ホンダV12）を載せたら、君はチャンピオンになれる」と言ったこともある。一方でコックピットが狭く「デ・チェザリスのような体格（身長172cm）に適したマシン」であったといい、長身のガショー（185cm）にとってはその狭さが問題となったという。

## スペック

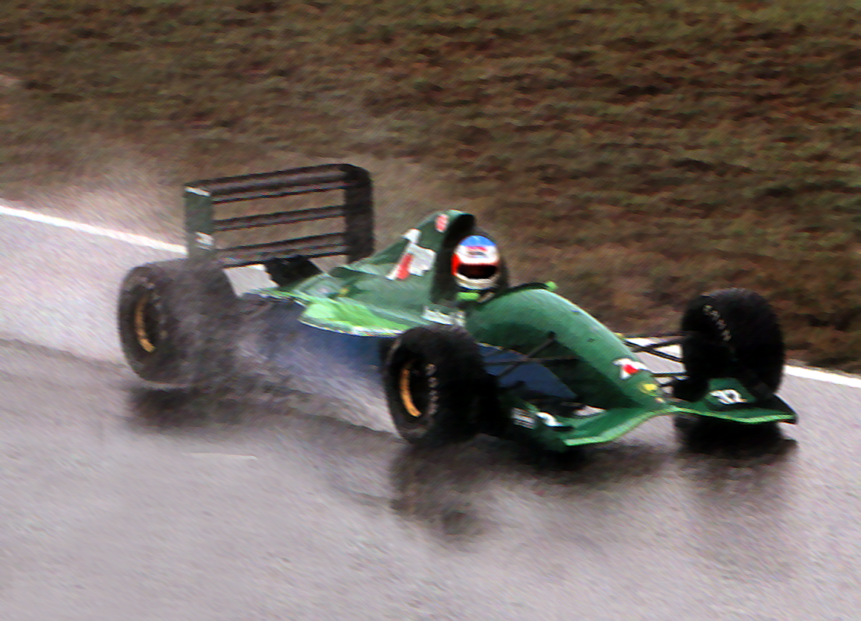
ミハエル・シューマッハがテスト走行する191

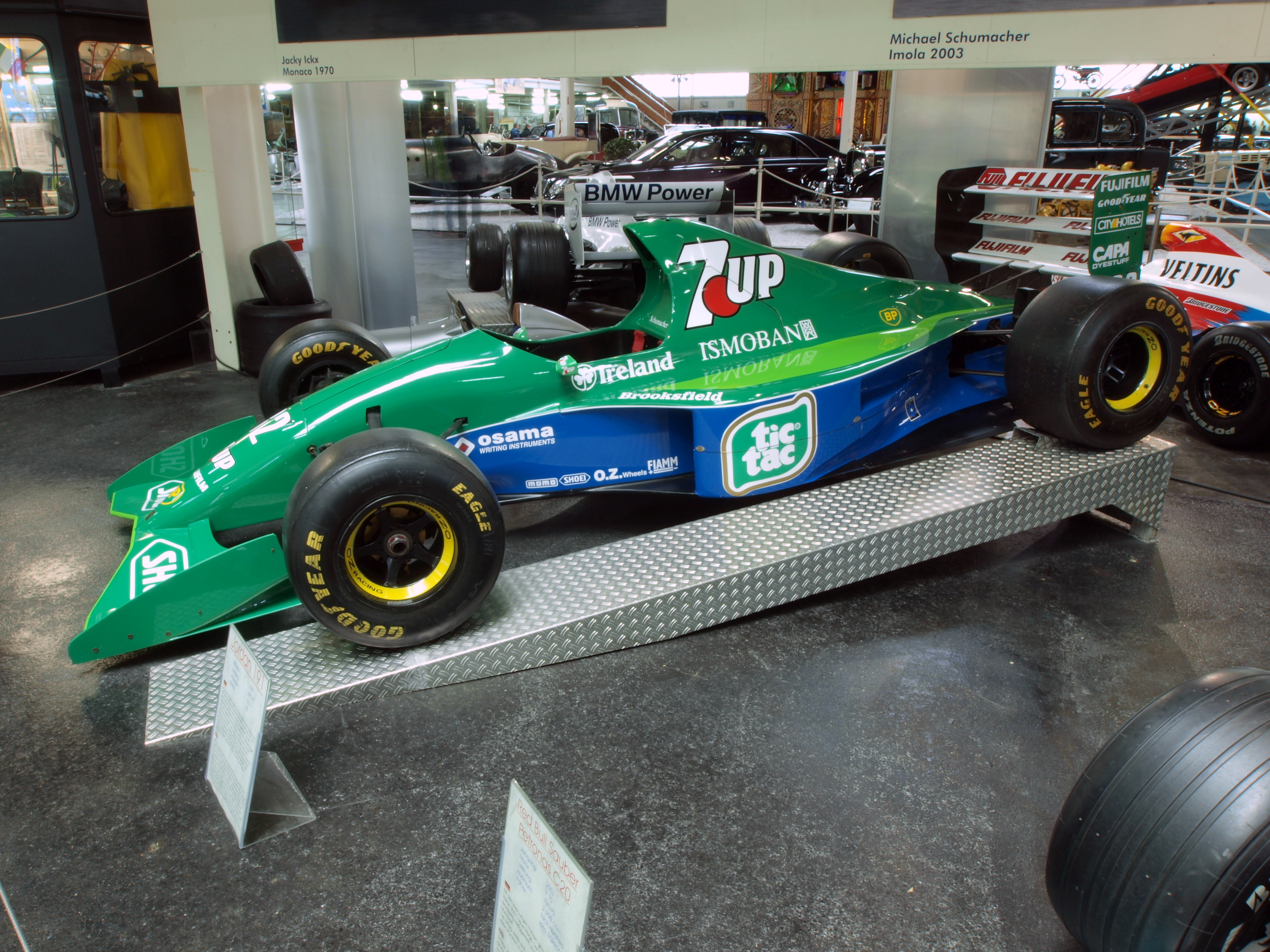

### シャーシ
- シャーシ名 191
- 前トレッド 1,820mm
- 後トレッド 1,680mm
- ホイルベース 2,892mm
- 重量 505kg
- 燃料タンク容量 212L
- クラッチ AP
- ブレーキキャリパー AP
- ブレーキディスク・パッド ヒトコ
- ホイール O・Z
- タイヤ グッドイヤー
- ダンパー ジョーダン、ペンスキー

### エンジン
- エンジン名 フォードHBシリーズIII,IV
- 気筒数・角度 V型8気筒・75度
- 排気量 3,494cc
- 最高回転数 13,800回転
- 最大馬力 740馬力以上
- スパークプラグ チャンピオン
- 燃料・潤滑油 BP

## F1における全成績
(key) （太字はポールポジション）
| 年     | No. | ドライバー     | 1    | 2   | 3   | 4   | 5   | 6   | 7   | 8   | 9   | 10  | 11  | 12  | 13  | 14  | 15  | 16  | ポイント | 順位 |
| 年     | No. | ドライバー     | USA  | BRA | SMR | MON | CAN | MEX | FRA | GBR | GER | HUN | BEL | ITA | POR | ESP | JPN | AUS | ポイント | 順位 |
| ------ | --- | -------------- | ---- | --- | --- | --- | --- | --- | --- | --- | --- | --- | --- | --- | --- | --- | --- | --- | -------- | ---- |
| 1991年 | 32  | ガショー       | 10   | 13  | Ret | 8   | 5   | Ret | Ret | 6   | 6   | 9   |     |     |     |     |     |     | 13       | 5位  |
| 1991年 | 32  | シューマッハ   |      |     |     |     |     |     |     |     |     |     | Ret |     |     |     |     |     | 13       | 5位  |
| 1991年 | 32  | モレノ         |      |     |     |     |     |     |     |     |     |     |     | Ret | 10  |     |     |     | 13       | 5位  |
| 1991年 | 32  | ザナルディ     |      |     |     |     |     |     |     |     |     |     |     |     |     | 9   | Ret | 9   | 13       | 5位  |
| 1991年 | 33  | デ・チェザリス | DNPQ | Ret | Ret | Ret | 4   | 4   | 6   | Ret | 5   | 7   | 13  | 7   | 8   | Ret | Ret | 8   | 13       | 5位  |